# تاکاو یاماوچی
تاکاو یاماوچی (انگلیسی: Takao Yamauchi؛ زادهٔ ۴ سپتامبر ۱۹۷۸) بازیکن فوتبال اهل ژاپن است.
از باشگاه‌هایی که در آن بازی کرده‌است می‌توان به باشگاه فوتبال سرزو اوساکا اشاره کرد.